# Alessandro Morandi
Alessandro Morandi (...) è un linguista ed epigrafista italiano, specializzato in linguistica ed epigrafia dell'Italia preromana, con particolare interesse per la lingua etrusca, la lingua celtica parlata in Italia, la lingua retica e la lingua camuna.

## Biografia
Ricercatore, e in seguito professore di Epigrafia Italica e di Etruscologia e Antichità Italiche all'università La Sapienza di Roma, ha scritto molte monografie e numerosi articoli su temi epigrafici riguardanti i linguaggi dell'Italia preromana con particolare interesse negli ultimi anni per il mondo nord-etrusco, per le lingue dei Celti, dei Reti e dei Camuni. Si è anche occupato di religione, arte, e le ideologie dell'Italia preromana. Ha collaborato alla compilazione dell'Indice Lessicale etrusco, pubblicato nel primo volume del Thesaurus Linguae Etruscae, edito nel 1978 dal Consiglio Nazionale delle Ricerche.

## Opere
- Iscrizioni Medioadriatiche, in Popoli e civiltà dell'Italia antica edito dall'Ente per la diffusione e l'educazione storica, 1974;
- (con M. Pallottino,  M. Pandolfini Angeletti, C. De Simone,  M. Cristofani), Thesaurus Linguae Etruscae, Vol. I, Indice lessicale, Consiglio Nazionale delle Ricerche, Roma, 1978;
- Epigrafia italica, Bibliotheca Archaeologica, L'Erma di Bretschneider, Roma 1982;
- Le ascendenze indoeuropee nella lingua etrusca, I-III, Roma, 1984-1985;
- Note archeologiche ed epigrafiche su Castelluccio di Pienza, in Annali della Facoltà di Lettere e Filosofia dell’Università degli Studi di Perugia, IX, 1985-1986, pp. 227–239;
- L’iscrizione CIE 5683 del sarcofago tuscaniese nel Museo Etrusco Gregoriano, in Mitteilungen des Deutschen Archaeologischen Instituts, Roemische Abteilung, 93,1986, pp. 135–142;
- Etrusco ipa, in Revue Belge de Philologie et d’Histoire, LXV, 1987, pp. 87–96;
- La tomba degli Scudi di Tarquinia. Contributo epigrafico per l’esegesi dei soggetti, in Mélanges de l’ École Française de Rome. Antiquité, 99, 1987, pp. 95–110;
- Note di epigrafia etrusca arcaica, in Revue Belge de Philologie et  d’Histoire, LXVI, 1988, pp. 86–100;
- Nuove osservazioni sul Fegato bronzeo di Piacenza, in Mélanges de l’ École Française de Rome. Antiquité, 100, 1988, pp. 283–297;
- La tomba dei Ceisinies a Tarquinia. Una nuova lettura dell’iscrizione CIE 5525, in Mitteilungen des Deutschen Archaeologischen Instituts. Roemische Abteilung, 96,1989, pp. 285–292;
- Note di epigrafia etrusca veiente, in Mélanges de l’École Française de Rome, Antiquitè, 101, 1989, pp. 581–586;
- Cortona e la questione dei confini etruschi, in Annuario dell’Accademia Etrusca di Cortona, XXIII, 1989, pp. 7–37;
- Il santuario di Tinia a Bolsena, in Scienze dell’Antichità, 3-4, 1989-1990,pp. 669–678;
- Il cippo volterrano “dei Marmini”, in Revue Belge de Philologie et d’Histoire, LXVIII, 1990, pp. 137–148;
- Epigrafia di Bolsena etrusca, Roma, 1990;
- Nuovi lineamenti di lingua etrusca, Roma, 1991;
- Die Goldbleche von Pyrgi. Indizien für eine neue Lesung, in Antike Welt,22, 1991, pp. 119–126;
- L’iscrizione CIE 5881 di S. Giuliano: una rilettura, in Revue Belge de Philologie et d’Histoire, LXX, 1992, pp. 109–114;
- Note di archeologia ed epigrafia di S. Giuliano, in Informazioni, Periodico del Centro di Catalogazione dei Beni Culturali. Provincia di Viterbo, 7, 1992, pp. 60–69;
- Note di epigrafia etrusca delle necropoli rupestri, in Informazioni. Periodico del Centro di Catalogazione dei Beni Culturali. Provincia di Viterbo, 11, 1994, pp. 10–11;
- A proposito di due epigrafi etrusche ceretane, in Revue Belge de Philologie et d’Histoire, 73, 1995, pp. 105–125;
- Note su alcuni formulari etrusco-italici di età arcaica, in Studi Miscellanei. Scritti di Antichità in memoria di Sandro Stucchi, 29, 1996, pp. 215–223;
- Appunti su iscrizioni etrusche arcaiche contenenti la formula della negazione, in Revue Belge de Philologie et d’Histoire, 74, 1996, pp. 121–129;
- La lingua etrusca: da Cortona a Tarquinia, in Annuario dell’Accademia Etrusca di Cortona, XXVII, 1997, pp. 77–116;
- Epigrafia camuna. Osservazioni su alcuni aspetti della documentazione, in Revue Belge de Philologie et d'Histoire, 76, 1998, pp. 99–124;
- A proposito di etrusco tamera, in Revue Belge de Philologie et d’Histoire,76, 1998, pp. 125–158;
- Il cippo di Castelciès nell'epigrafia retica, L'Erma di Bretschneider, Roma 1999;
- Testimonianze epigrafiche della più antica Roma, in Studi Romani, XLIX,2001, pp. 5–26;
- Osservazioni su alcune leggende monetali etrusche, in Scienze dell’Antichità, 11, 2001-2003, pp. 417–429;
- Studies on Etruscan Today: a Critical Assessment, in Archeologia Rocznik Instytutu Archeologii i Etnologii, Polskiej Akademii Nauk, LVII, 2006, pp. 151–160;
- Pesaro tra Piceni, Etruschi e Greci, in Studia Oliveriana, V-VI, 2005-2006, pp. 7–47;
- The Etruscan Language: New Acquisitions, in Swiatowit, Rocznik Instytutu Archeologii Uniwersytetu Warszawskiego, VII, 2006-2008, 2012, pp. 31–40, Pl. 16-19.
- Il "celto-ligure", l'etrusco, il retico e il camuno: nuovi dati, in Rivista di Studi Liguri, LXIX, 2003, pp. 43–88;
- Epigrafia e lingua dei Celti d'Italia, in P.C.I.A., XII, 2004;
- Note di epigrafia "nord-italica", in Sibrium XXV, 2004-2009, pp. 75–88;
- Tuscania: i documenti epigrafici e la questione della lingua etrusca, Tuscania, 2005.
- Tuscania etrusca: cultura urbana e potere in una città-stato, Tuscania 2006;
- Nota aggiuntiva al corpus delle iscrizioni celtiche d'Italia, in Rivista di Studi Liguri, LXXV-LXXVI (2009-2010), 2012, pp. 219–223.
- Epigrafia e lingua in Valtellina tra camuno e retico, in "Dinamiche insediative nelle Alpi Centrali tra antichità e Medioevo", Atti del convegno, Sondrio, 29 novembre 2014(2016), pp. 29–35;
- Epigrafia Italica 2, Bibliotheca Archaeologica, 57, L'Erma di Bretschneider, Roma 2017;